# 추추파크
추추파크(choochoopark)는 강원특별자치도 삼척시 도계읍 심포리에 위치한 관광지이다.

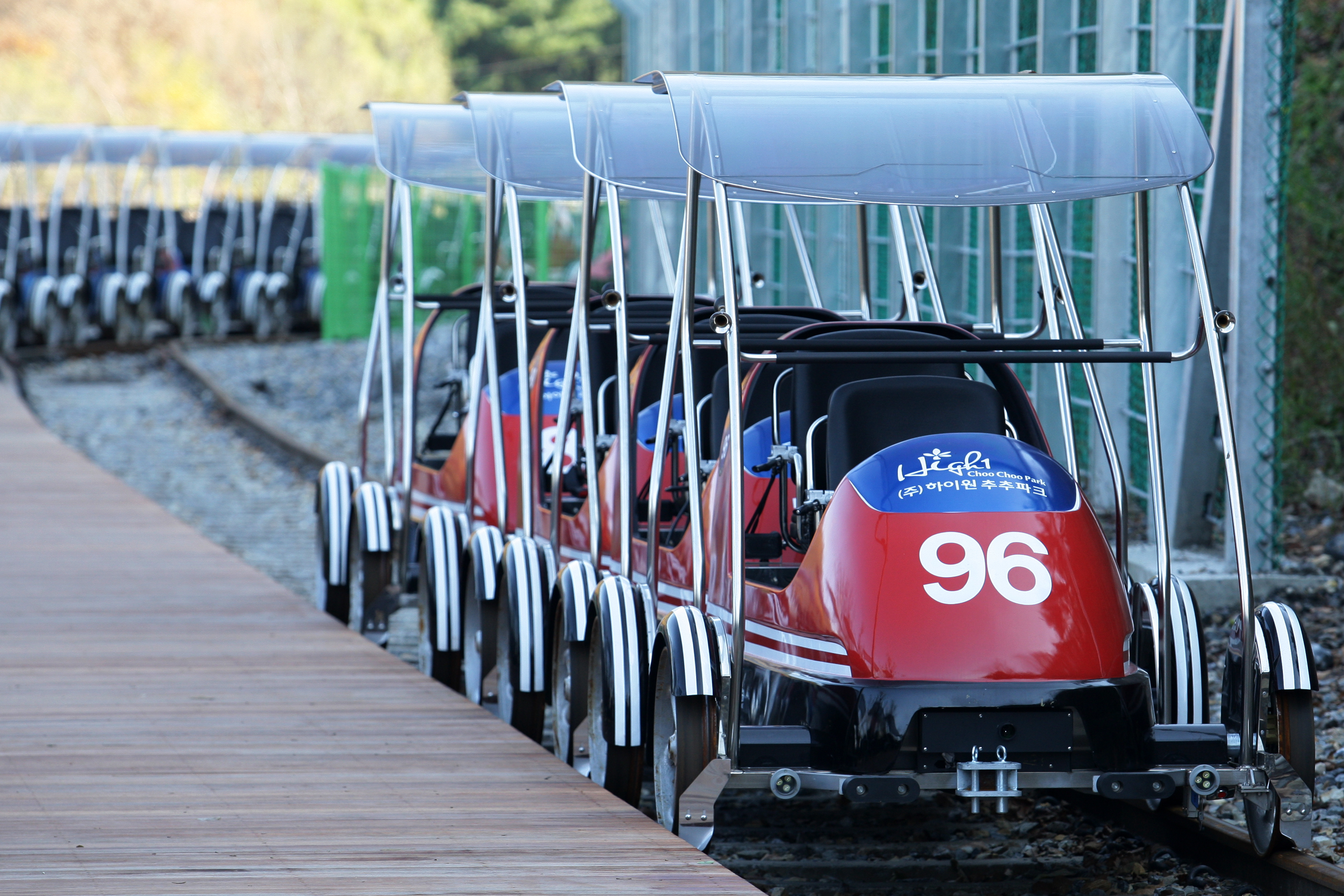
추추파크 레일바이크 2인승

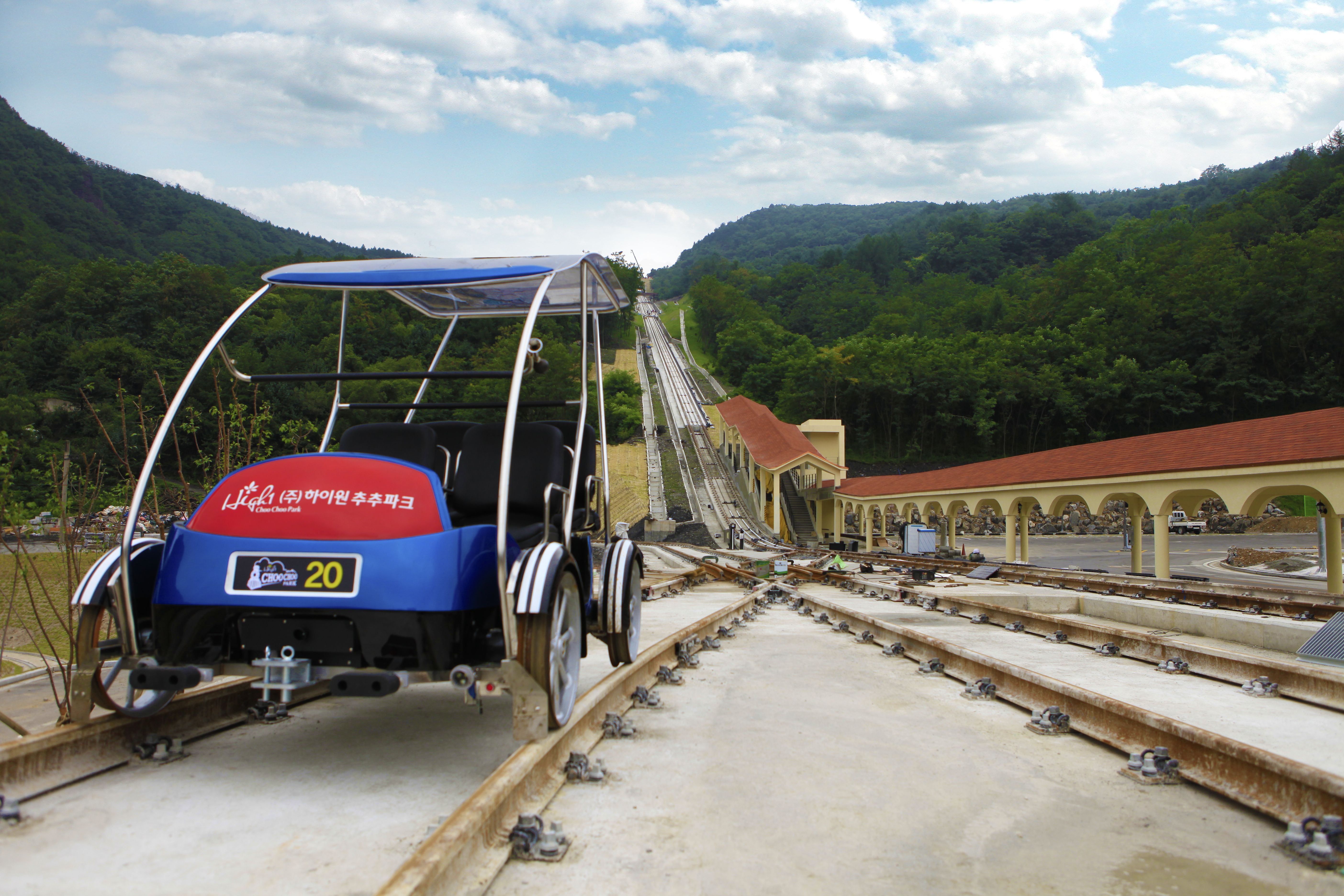
추추파크 레일바이크 4인승

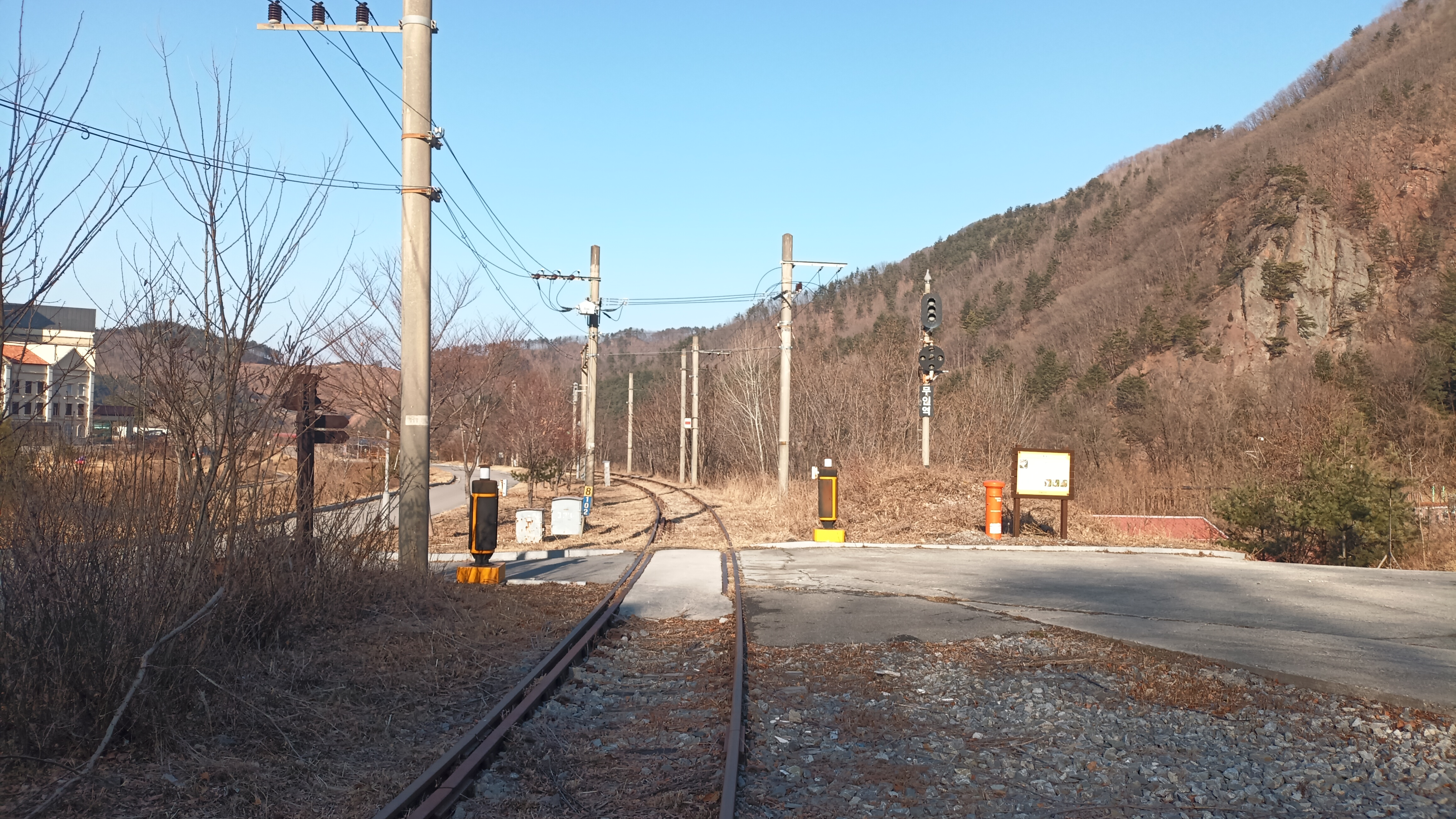
하이원추추파크 옆 구 영동선 (강릉 방향)

## 개요
리조트는 강원특별자치도 삼척시 도계읍 심포남길 99(심포리)에 소재하고 있다. 심포리 일대에 구 영동선 폐선을 활용하여 조성된 철도 테마와 지역의 문화 자원을 중심으로 한 리조트로, 국내 최초의 철도 체험형 리조트이기도 하다. 본래 명칭은 하이원스위치백리조트였으나 발음이 어렵고 용어가 난해하여, 기차를 가리키는 아동어인 ‘칙칙폭폭’의 영어 ‘추추(choo-choo)’에서 착안한 추추파크로 바꾸었다. 추추파크를 운영하는 (주)하이원추추파크는 강원랜드와 한국철도시설공단이 출자하여 설립되었다.
통리재의 경사를 극복하기 위하여 설치되었던 철도 시설인 스위치백, 인클라인, 산골터널 등을 활용하여 건설되었다. 스위치백 구간에는 증기 기관차 형태의 관광 열차가 운행하는 스위치백트레인이, 구 심포리역에서부터 이어지던 인클라인 구간에는 약 1km의 인클라인트레인이, 산골터널 구간에는 국내에서 가장 빠른 시속 25km의 레일바이크(레일코스터)가 조성되었다. 이 외에 숙박시설, 캠핑장 등의 시설을 갖추었다. 또한, 2억만 년 전 고생대에 형성된 심포협곡에는 트레킹 코스가 만들어진다.

### 연혁
- 2007년 : 스위치백 관광화 논의 개시[2]
- 2008년 3월 : 강원랜드에서 리조트 개발 목적으로 5300여억원을 투자하기로 공시[3]
- 2008년 11월 : 삼척시에서 리조트 사업 추진 개시[4]
- 2009년 3월 : 리조트 사업 주민설명회 개최[5]
- 2009년 11월 12일 : 강원랜드와 한국철도시설공단이 공동 출자해 스위치백리조트 조성을 위한 자회사를 설립[6]
- 2010년 3월 5일 : 현판식[7]
- 2012년 6월 27일 : 구 영동선 폐지, 솔안터널 개통
- 2012년 11월 28일 : 강원랜드-시설공단 리조트 개발 관련 협약 체결[8]
- 2013년 5월 8일 : 기공식[9]
  - 공사 현장이 아니라 도계청소년장학센터에서 열었으며, 착공식에 필요한 비용 약 2,100만원을 장학금 및 사랑의 쌀로 전달하였다.[10]
- 2013년 11월 : 리조트 명칭 공모[11]
- 2014년 4월 1일 : '하이원추추파크'로 명칭 변경 (사명도 이와 동일)[1]
- 2014년 10월 24일 : 리조트 개장[12]

## 부대시설
- 기차체험시설 : 레일바이크[레일코스터], 관광열차[스위치백트레인], 미니기차[미니트레인], 인클라인철도[인클라인트레인]
- 객실 : 프라이빗 개별형 객실(큐브빌, 네이처빌, 트레인빌), 오토캠핑장
- 식음 : 아워홈 전문식당가
- 기타시설 : 수영장, CU(편의점), 카페그랑(커피), 테라스갤러리, 기타 매장,슈퍼윙스 키즈카페

## 스위치백트레인
스위치백트레인으로 2014년 10월 24일 추추파크의 개장과 함께 운행을 시작하였다. 이 열차는 폐선된 영동선의 일부 구간을 활용한 관광열차로 추추스테이션과 도계역간 스위치백 구간을 운행한다. 당초 나한정역까지만 운행하였으나, 2015년 철도안전법에 따른 종합시험운행을 통과하여, 2016년 1월 9일부터 도계역까지 연장되었지만, 현재는 도계역의 승하차 설비가 완전 제거 되어있으며, 도계역까지 운행되지 않고 도계읍의 흥전 삭도마을역까지 운행되고 있다..

## 같이 보기
- 강원랜드
- 하이원리조트
- 영동선